# Igor Plohl
Igor Plohl, slovenski mladinski pisatelj, geograf in sociolog, * 10. marec 1979, Ptuj, Slovenija.

## Življenje
Igor Plohl je rojen 10. marca 1979 na Ptuju. Obiskoval je Osnovno šolo Velika Nedelja in kasneje šolanje nadaljeval na Gimnaziji Ptuj. Na Pedagoški fakulteti Univerze v Mariboru je leta 2003 diplomiral iz geografije in sociologije. Zaposlil se je na OŠ Bojana Ilicha v Mariboru, kjer je opravil pripravništvo. V letih 2007/08 je pedagoški poklic opravljal na OŠ Cankova na Goričkem. 25. junija 2008 si je pri padcu z lestve poškodoval hrbtenico in postal paraplegik. Po resničnih dogodkih je tako nastala prva kratka sodobna pravljica za otroke Lev Rogi. Njegova prva slikanica Lev Rogi - sreča v nesreči je z otroškimi ilustracijami bivših učencev izšla leta 2009 pri Založbi Pivec.  
V letu 2014 je na Filozofski fakulteti Maribor pridobil naziv magister znanosti (geografija - področje izobraževanja). Danes dela kot profesor geografije in sociologije v bolnišnični šoli, ki je podružnična šola Osnovne šole Bojana Ilicha in deluje na Kliniki za pediatrijo Univerzitetnega kliničnega centra Maribor. Je član Društva paraplegikov Podravja in član Sveta za invalide občine Lenart. 

## Ustvarjanje
V okviru podiplomskega študija je pisal strokovne članke na področju geografije. Objavljal je v revijah Geografski obzornik in Geografija v šoli. Odkar je paraplegik piše tudi za revijo Paraplegik. Za Sobotno prilogo Večera je pisal dnevnik, ki je bil objavljen v marcu 2009.
Večino svojih knjig je izdal v sozaložništvu Založbe Pivec in Zveze paraplegikov Slovenije. Njegove knjige so izšle tudi v tujini (Holiday House - New York in Mabuse-Verlag - Frankfurt am Main).  
Danes veliko pozornosti namenja osveščanju otrok in mladostnikov o invalidnosti. Pogosto obiskuje vrtce in šole ter druge ustanove. Do konca leta 2019 je opravil več kot 200 predstavitev svojih knjig po vsej Sloveniji. 

## Dela
- Lev Rogi - sreča v nesreči, Založba Pivec in Zveza paraplegikov Slovenije, 2009. (COBISS)
- Ne domišljaj si!, Založba Pivec in Zveza paraplegikov Slovenije, 2012. (COBISS)
- Lev Rogi najde srečo, Založba Pivec in Zveza paraplegikov Slovenije, 2014. (COBISS)
- Ne domišljaj si!, prvi ponatis, Založba Pivec in Zveza paraplegikov Slovenije, 2016. (COBISS)
- Pustolovščine v Prlekiji, Založba Pivec, 2017. (COBISS)
- Rogi in Edi na paraolimpijskih igrah, Založba Pivec in Zveza paraplegikov Slovenije, 2018. (COBISS)
- Lev Rogi najde srečo: Braillova pisava - tipanka, Univerzitetna založba Univerze v Mariboru, 2019. (COBISS)
- Lev Rogi v Afriki, Založba Pivec in Zveza paraplegikov Slovenije, 2020. (COBISS)
- Lucas Makes a Comeback, Holiday House, New York, 2021.
- Lucas at the Paralympics, Holiday House, New York, 2021.
- Brezzobi tiger, Založba Pivec in Državni svet RS, 2021. (COBISS)
- Lev Rogi premaguje ovire, Založba Pivec in Zveza paraplegikov Slovenije, 2022. (COBISS)
- Rogi findet sein Glück, Mabuse-Verlag, Frankfurt am Main, 2022.
- Happy Again, Holiday House, New York, 2022.